# سیرازولین
سیرازولین (به انگلیسی: Cirazoline) با فرمول شیمیایی C۱۳H۱۶N۲O یک ترکیب شیمیایی با شناسه پاب‌کم ۲۷۶۵ است. که جرم مولی آن ۲۱۶٫۲۷۹ g/mol می‌باشد. 